# Alessandro Cortese
Alessandro Cortese (Milano, 16 febbraio 1940 – Milano, 29 dicembre 2007) è stato un filosofo e traduttore italiano.

## Biografia

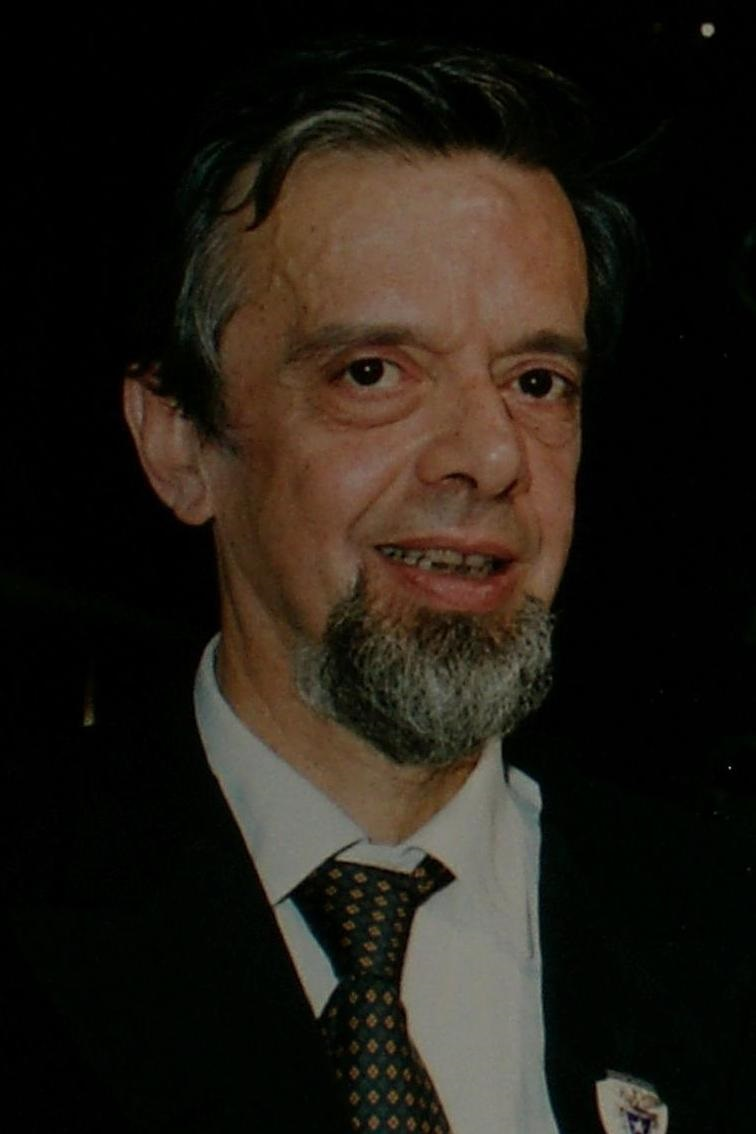
prof. Alessandro Cortese

Nato a Milano nel 1940, nella prima infanzia ha vissuto direttamente il dramma della seconda guerra mondiale che stravolse la realtà cittadina obbligando la sua famiglia a continui trasferimenti e spostamenti per fuggire alle distruzioni: particolarmente toccante era il suo racconto della permanenza nel rifugio antiaereo durante i bombardamenti del 1943 e la conseguente fuga con gli altri sfollati. 
Nel dopoguerra ha poi vissuto in un contesto stimolante e diversificato, fra studi scolastici, approfondimenti tecnici (modellismo navale, aeronautico e ferroviario), viaggi (in bicicletta, motociclo, treno), musica, suonando anche il trombone con altri appassionati. Alla base di tutto restava sempre la passione per l'alpinismo. A soli sedici anni, nell'agosto del 1956, di rientro da un'ascensione nelle Alpi Marittime subì un grave incidente cadendo da una parete.  
Frequentò il liceo classico prima a Milano (biennio) e poi a Torino (triennio), presso il collegio Salesiano di Valsalice dove scoprì la filosofia che sarebbe poi diventata parte fondamentale della sua vita, prendendo il posto dell'ingegneria navale verso cui era inizialmente orientato. Rientrato a Milano, ha conseguito la laurea in Filosofia presso l'Università Cattolica del Sacro Cuore nel novembre 1963 con il prof. Gustavo Bontadini entrando in contatto con molti dei filosofi contemporanei, fra cui il prof. Augusto del Noce che lo chiamò come assistente ordinario all'Università di Trieste. Nel 1980 poi salì in cattedra presso la facoltà di Magistero di via Tigor: insegnò a Trieste fino alla pensione per raggiunti limiti di età.
Nel tempo libero si dedicava all'alpinismo, alla bicicletta, alla musica e, dagli anni ottanta in poi, alla pittura.
È morto a Milano a 67 anni. 
È sepolto nella cappella di Sant'Angelo Lodigiano (LO), città d'origine di suo padre, dove venne celebrato il funerale dal Parroco della Chiesa dei SS. Antonio e Francesca, da don Aldo Locatelli, suo caro conoscente, e dal prefetto della Biblioteca Ambrosiana di Milano, Mons. Franco Buzzi, di cui era amico personale e con cui aveva collaborato in varie occasioni.

## Attività
Professore ordinario all'Università degli studi di Trieste, scrittore, curatore e traduttore di opere filosofiche, docente di lingua danese presso l'Università Cattolica di Milano.

Concentrò la propria attenzione su Søren Kierkegaard, di cui tradusse e commentò una parte della sua opera, dedicandosi soprattutto alla pubblicazione della traduzione italiana dei cinque tomi di "Enten-Eller" (opera nota in Italia come Aut-Aut) che nelle molteplici edizioni continuò ad arricchire di note ed approfondimenti fino alla scomparsa. La sua particolare attenzione verso Enten-Eller è esplicitata nella nota introduttiva al primo tomo (1976), dove aveva scritto quanto segue: 
"tutte le traduzioni sinora uscite in lingua italiana sono frammentarie, cioè sono per lo più pubblicazioni di singole sezioni dell'opera o addirittura di sezioni di sezioni di essa senza indicare chiaramente da dove provengono e a volte con incertezze ed errori".
Per studiare Kierkegaard nella sua lingua originale, fin dagli anni cinquanta intraprese lo studio approfondito della lingua danese, prima da autodidatta poi direttamente in Danimarca con lunghi soggiorni a Copenaghen durante i quali visse a stretto contatto con gli specialisti kierkegaardiani, partecipando a grandi gruppi di lavoro del tempo fra cui la Kiekegaard Akademi con il convegno Kierkegaard Oggi del 1982.
Tra i suoi campi di interesse filosofico si annovera anche Vincenzo Gioberti, di cui curò l'edizione critica.

## Opere

### Saggi
- Una nuova bibliografia kirkegaardiana, Vita e pensiero, Milano, 1963.
- Esistenzialismo e fenomenologia, SEI, Torino, 1964.
- Protologia e temporalità, Gregoriana, Roma, 1966.
- Kierkegaard oggi (a cura di), Vita e pensiero, Milano 1986 ISBN 88-343-3805-7
- Del principio di creazione o del significato, Liviana, Padova, 1967.
- Kierkegaard, La scuola, Brescia, 1974.
- Per il concetto di ironia, Marietti, Genova, 2004 ISBN 88-211-6336-9
- La Creazione - Un'apologia accidentale della filosofia, prefazione di Mons. Franco Buzzi, Marietti, Genova, 2005 ISBN 88-211-8685-7

### Traduzioni e commenti
- Søren Kierkegaard, La lotta tra il vecchio e il nuovo negozio del sapone, Liviana, Padova, 1967
- Søren Kierkegaard, Enten-Eller [Aut-Aut] ([Victor Eremita], 1843), Adelphi, Milano 1976-89, 5 volumi, tr. integrale (tomo primo: ISBN 978-88-459-0193-5; tomo secondo: ISBN 88-459-0329-X; tomo terzo: ISBN 88-459-0364-8; tomo quarto: ISBN 88-459-0465-2; tomo quinto: ISBN 978-88-459-0664-0)
- Søren Kierkegaard, L'attrice. Opera pseudonima di Kierkegaard, Antilia, Treviso, 1997 ISBN 88-211-6316-4
- Søren Kierkegaard, Due discorsi edificanti del maggio 1843, Marietti, Genova, 2000 ISBN 88-211-6308-3

### Edizioni critiche e curatele
- Vincenzo Gioberti, Teorica del sovrannaturale o sia discorso sulle convenienze della religione rivelata colla mente umana e col progresso civile delle nazioni, 3 voll., Cedam, Padova, 1970 (fa parte di Edizione nazionale delle opere di Vincenzo Gioberti)
- Angelo Marchesi, Di ermeneutica e rivelazione. Due conferenze, a cura e con una nota di Alessandro Cortese, Lint, Trieste, 1995
- Vincenzo Gioberti, Introduzione allo studio della filosofia, Cedam, Padova, 2001 ISBN 88-13-23756-1